# 烏拉圭牛排漢堡

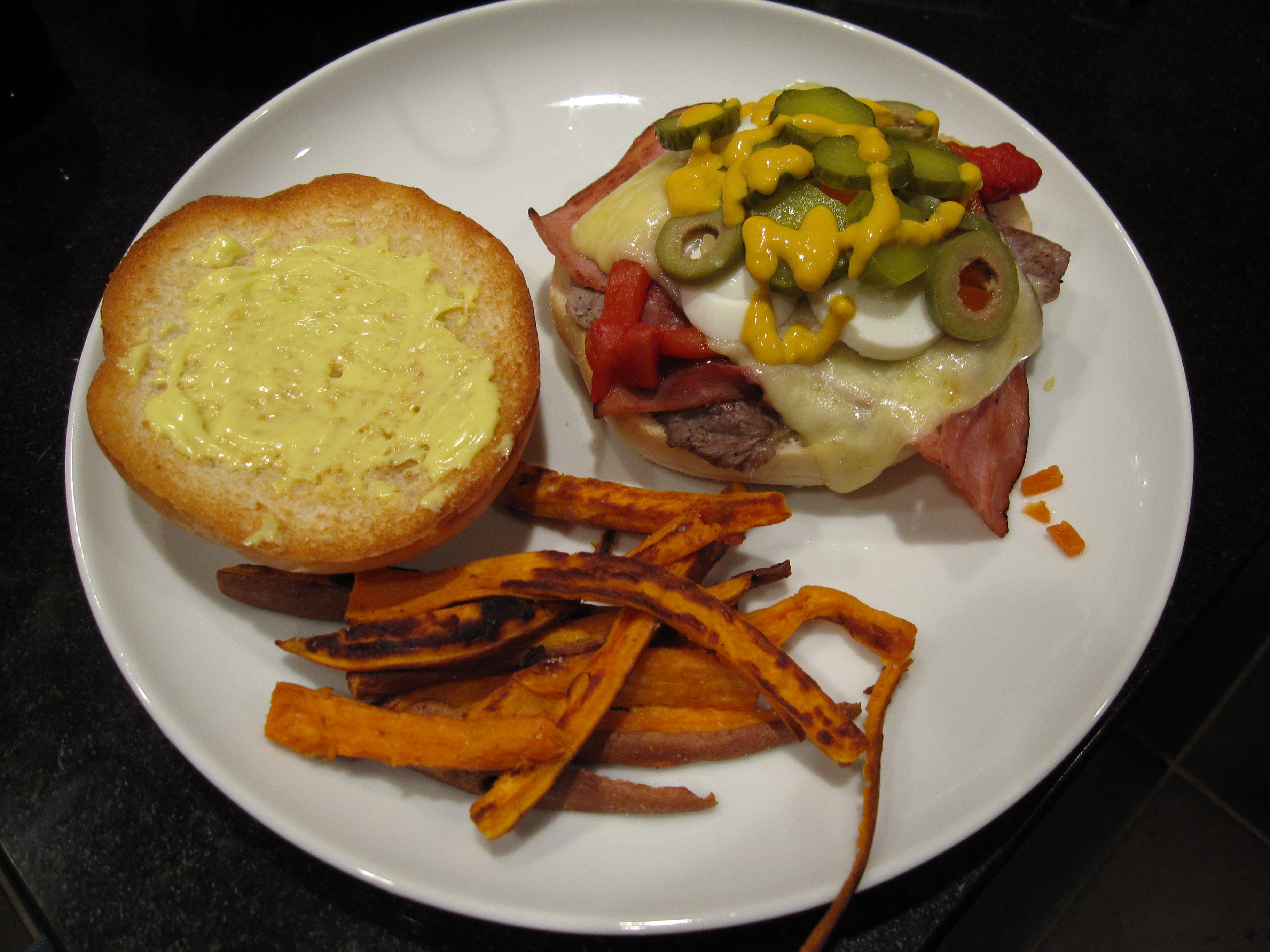
牛排漢堡

牛排漢堡（西班牙語：Chivito）是烏拉圭的國家代表美食，以烤里脊肉薄片（巴西窯烤牛肉）為主角，佐以蛋黄酱、黑橄榄或綠橄欖、莫薩里拉乾酪和番茄，也常搭配培根、火腿及炒蛋或水煮蛋，夾入麵包中。它一般會附上薯條作為配菜，也可以加入其他食材，如紅甜菜、烤或油煎辣椒和醃黃瓜。